# Альтерельвен
Альтерельвен (швед. Alterälven) — річка на півночі Швеції, у південно східній частині лену Норрботтен. Впадає у Ботнічну затоку Балтійського моря. Довжина річки становить приблизно 60 км,  площа басейну  — 458,7 км²,  середня витрата води — 4,8 м³/с.  На річці побудовано 1 ГЕС з встановленою потужністю 0,035 млн МВт і середнім річним виробництвом 0,1 млн кВт·год. 